# Association des femmes musulmanes algériennes
L'Association des femmes musulmanes algériennes (AFMA) est un groupe de combattantes indépendantistes fondé en 1947 par Mamia Chentouf et Nafissa Hamoud.

## Histoire
Le 24 juin 1947 Mamia Chentouf et Nafissa Hamoud, deux femmes déjà engagées dans la lutte pour l'indépendance de l'Algérie au sein du Parti du peuple algérien, fondent l'Association des femmes musulmanes algériennes, à laquelle se sont jointes les militantes Fatima Zekkal, Nassima Hablal et Izza Bouzekri. L'objectif de cette association est double. En premier lieu, il s'agit de convaincre les femmes algériennes de soutenir les groupes indépendantistes. Dans un second temps, l'association cherche à apporter un soutien financier aux femmes dont les époux ont été arrêtés en raison de leur engagement politique.